# Fondazioni continue
La fondazione continua è un tipo di fondazione in cui l'elemento fondale poggia direttamente sul terreno (fondazione diretta) ed è costituito da un cordolo continuo di calcestruzzo armato.
Si adotta quando il terreno fondabile si trova a profondità economica rispetto al piano di campagna e la struttura portante del fabbricato è anch'essa continua: a muratura o a pilastri molto ravvicinati. 
La larghezza della fondazione non dovrebbe mai essere inferiore ai 60-70 cm. 
La fondazione continua in muratura, anche per il progredire delle tecniche costruttive, attualmente non viene quasi più adottata ed è stata sostituita dalla fondazione in conglomerato cementizio, ritenuta spesso più conveniente anche dal punto di vista economico. 
Il solido finale è dunque costituito da una soletta in conglomerato cementizio, semplice o armato, di spessore minimo non inferiore ai 15 cm.
Nel caso di fondazione in calcestruzzo non armato, il getto viene eseguito entro casseri oppure entro lo scavo a sezione obbligatoria. In genere questo metodo è utilizzato su terreni sufficientemente resistenti. Le fondazioni a calcestruzzo armato invece, sono meno massicce di quelle in calcestruzzo non armato, e sono formate da un cordolo continuo munito di due mensole laterali armate, per resistere alle notevoli sollecitazioni di flessione e taglio determinate dalle reazioni del terreno (fondazioni a zattera). Per questo l'altezza della mensola all'incastro non è mai inferiore a 1/2 - 1/3 dell'aggetto.
Nel caso di costruzioni con struttura portante a pilastri, nelle quali i carichi risultano distribuiti per punti, per dare alla fondazione la rigidezza necessaria ad assicurare una uniforme distribuzione di carico alla base, si sostituisce alla soletta una trave in c.a. sagomata a T rovesciata opportunamente calcolata (fondazione continua a trave rovescia). 

Una variante di questo tipo di fondazione è la fondazione reticolare, ottenuta ordinando le travi rovesce secondo un disegno a maglia ortogonale e spiccando i pilastri agli incroci. Potrebbe accadere che uno dei pilastri sia più caricato degli altri. 
Per evitare nel sistema di diffusione dei carichi in punti singolari, alla base del pilastro sovraccaricato si realizza un allargamento di circa 60° al fine di riportare la pressione sul terreno a quella normale considerata. 